# شباعه (بلاد الروس)

تعديل مصدري - تعديل

شباعه هي إحدى قرى مديرية بلاد الروس التابعة لمحافظة صنعاء اليمنية، بلغ تعداد سكانها 637 نسمة حسب أحصائيات عام 2004.